# Justicia bizuneshiae
Justicia bizuneshiae är en akantusväxtart som beskrevs av Ensermu Kelbessa. Justicia bizuneshiae ingår i släktet Justicia och familjen akantusväxter. Inga underarter finns listade i Catalogue of Life.